# Антоан Банги
Антоан Банги-Ромбайе (на френски Antoine Bangui-Rombaye) е чадски писател и политик.
Заема висши постове в правителството между 1962 и 1972 г., включително този на външен министър. През 1972 г. е изпратен в затвора от президента Франсоа Томбалбайе. 5 години след свалянето му от власт през 1975 г. той написва книгата си „Затворник на Томбалбайе“.
През 1996 г. Банги се кандидатира за президент, оглавявайки Движението за национална реконструкция на Чад. Той критикува сегашния президент Идрис Деби заради неговия авторитаризъм. През 1999 г. правителството го обвинява, че готви бунт.
Банги за кратко е бил говорител на въоръжена група от 13 опозиционни партии, но напуска поста.